# Albert Duchesne
Pour les articles homonymes, voir Duchesne.
Albert Duchesne est un homme politique français né le 21 août 1851 à Paris et décédé le 11 novembre 1921 dans le 16e arrondissement de Paris.

## Biographie
Fils d’Émile Duchesne, greffier de la cour de Cassation, il est avocat à Paris en 1871, il est président de la conférence Molé. 
Député de l'Oise de 1885 à 1889, il siège à droite et se fait remarquer pour ses fréquentes interruptions. En février 1886, son duel avec Georges Clemenceau est évité de peu grâce à l'intervention de Charles Floquet. 
Battu en 1889, il devient magistrat, en poste outre-Mer. Il est notamment procureur général à La Réunion. Il est nommé conseiller à la cour d'Appel de Paris en 1917.

## Sources
- « Albert Duchesne », dans Adolphe Robert et Gaston Cougny, Dictionnaire des parlementaires français, Edgar Bourloton, 1889-1891 [détail de l’édition]